# Aïn Bénian (ʿAyn Defla)
Aïn Bénian è un centro abitato dell'Algeria, situato nella Provincia di 'Ayn Defla.